# Eurysthea caesariata
Eurysthea caesariata là một loài bọ cánh cứng trong họ Cerambycidae.